# Milan Menten
Milan Menten, né le 31 octobre 1996 à Bilzen, est un coureur cycliste belge. Il évolue au sein de l'équipe Lotto Dstny.

## Biographie

### Débuts et carrière amateur
En 2012, Milan Menten devient champion de la province de Liège en catégorie débutants (moins de 17 ans). L'année suivante, il remporte le titre régional du Limbourg chez les juniors (moins de 19 ans) et obtient diverses places d'honneur sur des courses internationales. 
En 2014, il s'impose sur une étape du Trofeo Karlsberg, manche de la Coupe des Nations Juniors. Il rejoint ensuite l'équipe réserve de Lotto-Soudal en 2015, pour ses débuts espoirs (moins de 23 ans). Bon sprinteur, il obtient une victoire sur la troisième étape du Tour de Flandre-Orientale. En fin d'année, il subit une opération au genou gauche. 
En 2016, il remporte une étape Tour de Namur et termine notamment deuxième d'une étape du Tour de Bretagne, quatrième du Grand Prix de la ville de Saint-Nicolas, sixième du championnat de Belgique sur route espoirs et dixième du Trophée Almar, manche de la Coupe des Nations Espoirs. 
Dans la saison 2017, il confirme en réalisant sa meilleure saison amateur à 21 ans. Dans les interclubs belges, il s'impose sur l'étape inaugurale du Tour de Liège mais aussi au Grand Prix Jules Van Hevel, grâce à ses qualités au sprint. Il se classe également deuxième d'une étape au Triptyque des Monts et Châteaux et de Paris-Tours espoirs.

### Carrière professionnelle
Pour la saison 2018, il passe professionnel en signant un contrat de deux ans avec l'équipe Sport Vlaanderen-Baloise.
Au mois de juillet 2019, il termine septième du Grand Prix Pino Cerami remporté par le Français Bryan Coquard sous une chaleur caniculaire.
Le 28 février 2023, sous les couleurs de sa nouvelle équipe Lotto-Dstny, il remporte la plus belle victoire de sa carrière jusqu'ici, à Dour, le Samyn au sprint devançant le Français Hugo Hofstetter et le Belge Edward Theuns.

## Palmarès et résultats

### Palmarès par année
- 2012
  - Champion de la province de Liège sur route débutants
- 2013
  - Champion du Limbourg sur route juniors
  - 2e du Circuit Mandel-Lys-Escaut juniors
  - 3e du Trophée des Flandres
  - 3e du Keizer der Juniores
- 2014
  - 3e étape du Trofeo Karlsberg
- 2015
  - 3e étape du Tour de Flandre-Orientale
- 2016
  - 1re étape du Tour de Namur
- 2017
  - 1re étape du Tour de Liège
  - 1re étape de l'Okolo Jižních Čech (contre-la-montre par équipes)
  - Grand Prix Jules Van Hevel
  - 2e de Bruxelles-Zepperen
  - 2e de Paris-Tours espoirs
  - 3e de l'Omloop van de Grensstreek
- 2018
  - Grand Prix Briek Schotte
- 2019
  - 2e du Grand Prix Criquielion
  - 3e de Paris-Troyes
- 2021
  - 3e étape du Tour de Croatie
- 2022
  - Grand Prix de Lillers-Souvenir Bruno Comini
- 2023
  - Le Samyn
  - 2e du Grand Prix Criquielion
  - 2e du Tour de Cologne
  - 3e de Nokere Koerse
- 2024
  - 3e du Tour de Louvain-Mémorial Jef Scherens
- 2025
  - 3e du Tour du Limbourg

### Résultats sur les grands tours

#### Tour d'Espagne
1 participation
- 2023 : 142e

### Classements mondiaux
| Année                                 | 2015  | 2016  | 2017  | 2018 | 2019 | 2020 | 2021 | 2022 | 2023 | 2024 |
| ------------------------------------- | ----- | ----- | ----- | ---- | ---- | ---- | ---- | ---- | ---- | ---- |
| Classement mondial                    |       | 1438e | 1087e | 356e | 420e | 944e | 192e | 197e | 82e  | 230e |
| UCI Europe Tour                       | 1200e | 968e  | 690e  | 203e | 333e | 740e | 163e | 160e | 67e  | nc   |
|                                       |       |       |       |      |      |      |      |      |      |      |
| Légende : nc = non classéSource : UCI |       |       |       |      |      |      |      |      |      |      |